# Gran boyero suizo
El gran boyero suizo (en alemán, Grosser Schweizer Sennenhund; en inglés, The Greater Swiss Mountain Dog) es una raza de perro boyero y la mayor del tipo tradicional de Sennenhunds suizos, que incluye cuatro razas regionales. 
El nombre Sennenhund hace referencia a los Senn, lecheros y ganaderos de los Alpes suizos.

## Apariencia
El Gran Boyero Suizo es un perro grande, musculoso y con un manto tricolor. Los machos suelen pesar entre 49,9 a 63,5 kilogramos y las hembras entre 40 y 54 kilogramos. Su altura es de alrededor de 66 a 74 centímetros para machos y 65 a 70 centímetros para las hembras. La relación largo/alto es de alrededor de 10 a 9.
La parte superior del dorso, las orejas, cola y patas son mayormente de color negro.

## Las cuatro razas de Sennenhund

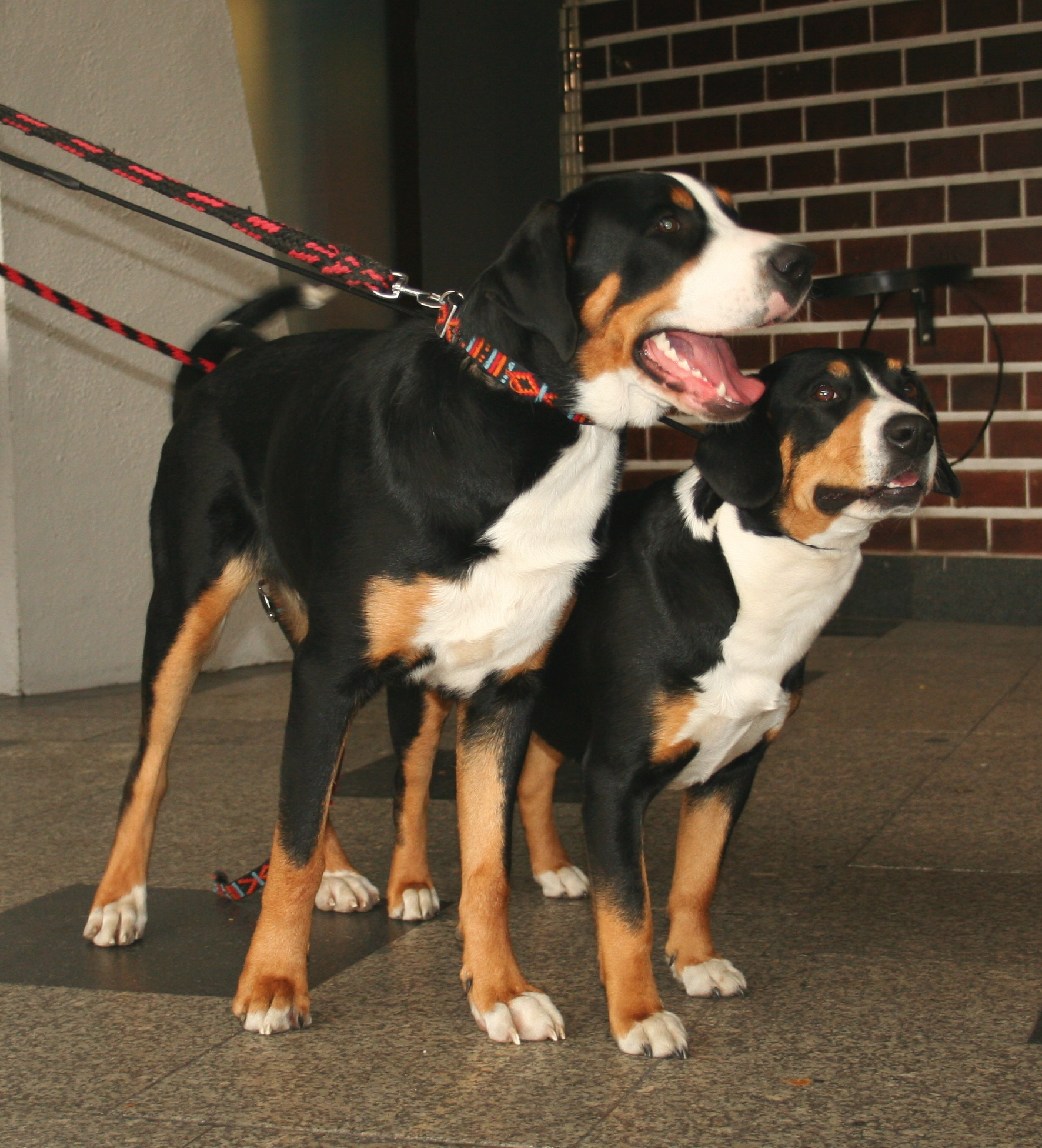
Boyero suizo (izq) y boyero de Entlebuch (dcha)

Las cuatro razas de Sennenhund, son:
- Gran boyero suizo. (Grosser Schweizer Sennenhund, Greater Swiss Mountain Dog)
- Boyero de Berna. (Berner Sennenhund, Bernese Mountain Dog)
- Boyero de Appenzell (Appenzeller)
- Boyero de Entlebuch

## Razas similares
La raza San bernardo fue la primera en estar documentada y diferenciada de otros perros de gran tamaño en la región. Excepto por el color y la documentación histórica, el San Bernardo es muy similar a los Sennenhund de mayor tamaño y comparte historia. 
Los documentos oficiales del hospicio de San Bernardo son de 1707, con pinturas y dibujos del perro incluso anteriores. Esta raza fue la primera incluida en el Swiss Stud Book en 1884 y el estándar fue aprobado en 1887. El Sennenhund no comienza a dividirse formalmente en razas hasta 1908. 
Otro perro similar en historia y forma es el Rottweiler alemán.

## Temperamento
Como todos los grandes, son perros de trabajo muy activos; esta raza debería socializarse desde el nacimiento con otros perros y humanos y deben tener una actividad regular y un entrenamiento continuo si se pretende mantener como mascota. El Boyero Suizo tiene generalmente buen temperamento y es un perro familiar.